# 時空幹探
《永恒传说》（英語：New Amsterdam，大陆译名：永恆傳說、纽约传奇，香港译名：时空干探）是一套美國電視劇，於2008年3月4日到4月14日在當地的霍士電視頻道播放。在香港曾經每逢星期二晚9:30在無線電視明珠台播映，並配有麗音雙語廣播。電視劇的第一季只有八集；第二季的製作已完成了約九集，但被霍士電視突然抽起停止製作。

## 大綱
安約翰是紐約市的一位警探，他已經在紐約生活了超過400年，當時的紐約還叫作新阿姆斯特丹，亦是本電視劇名稱的由來。在他的400年生活裡，他有63個兒子，都被他紀錄在一張很長的樹系表上。他曾經做過很多工作，亦曾參與兩次世界大戰。在最近的100年裡，他一直都在紐約市擔任警探。

## 外部連結
- 豆瓣电影上《永恒传说》的資料 （简体中文）
- 时光网上《永恒传说》的資料（简体中文）
- 互联网电影数据库（IMDb）上《永恒传说》的资料（英文）
- Fan site: New Amsterdam - Forever
- Blog: New Amsterdam On Seat42f[永久]